# Municipio de Tervel
El municipio de Tervel (búlgaro: Община Тервел) es un municipio búlgaro perteneciente a la provincia de Dobrich.
En 2011 tiene 17 458 habitantes, el 40,6% turcos, el 37,06% búlgaros y el 11,12% gitanos. La capital es el pueblo de Tervel, donde vive la tercera parte de la población municipal.
Es el municipio más occidental de la provincia, y su término comprende un área rural limítrofe con las provincias de Silistra y Shumen.

## Localidades
| Localidad          | Cirílico           | Población (diciembre de 2009) |
| ------------------ | ------------------ | ----------------------------- |
| Tervel             | Тервел             | 6667                          |
| Angelariy          | Ангеларий          | 145                           |
| Balik              | Балик              | 261                           |
| Bezmer             | Безмер             | 1229                          |
| Bozhan             | Божан              | 598                           |
| Bonevo             | Бонево             | 82                            |
| Brestnitsa         | Брестница          | 16                            |
| Chestimensko       | Честименско        | 412                           |
| Glavantsi          | Главанци           | 131                           |
| Gradnitsa          | Градница           | 405                           |
| Guslar             | Гуслар             | 24                            |
| Kableshkovo        | Каблешково         | 575                           |
| Kladentsi          | Кладенци           | 173                           |
| Kolartsi           | Коларци            | 688                           |
| Kochmar            | Кочмар             | 301                           |
| Mali izvor         | Мали извор         | 39                            |
| Nova Kamena        | Нова Камена        | 482                           |
| Onogur             | Оногур             | 39                            |
| Orlyak             | Орляк              | 1922                          |
| Polkovnik Savovo   | Полковник Савово   | 188                           |
| Popgruevo          | Попгруево          | 680                           |
| Profesor Zlatarski | Професор Златарски | 33                            |
| Surnets            | Сърнец             | 209                           |
| Voynikovo          | Войниково          | 11                            |
| Zarnevo            | Зърнево            | 1222                          |
| Zheglartsi         | Жегларци           | 926                           |
| Total              |                    | 17 458                        |